# Apális-cinzento
Apális-cinzento  (Apalis cinerea) é uma espécie de ave da família Cisticolidae.
Pode ser encontrada nos seguintes países: Angola, Burundi, Camarões, República Democrática do Congo, Guiné Equatorial, Gabão, Quénia, Malawi, Nigéria, Ruanda, Sudão, Tanzânia, Uganda e Zâmbia.
Os seus habitats naturais são: florestas secas tropicais ou subtropicais e regiões subtropicais ou tropicais húmidas de alta altitude.